# Aeroportul Phrae
Aeroportul Phrae (IATA: PRH, ICAO: VTCP) este un aeroport din Mueang Mo⁠(d), Districtul Mueang Phrae, Provincia Phrae, Thailanda ce deservește zona Phraek Sa BTS Station⁠(d). Aeroportul a fost tranzitat în 2020 de 34.947 de pasageri.
Situat la o altitudine de 164 m, aeroportul dispune de o singură pistă.